# علم الوراثة العرقي
علم تطور السلالات أو علم الوراثة العرقي أو الفيلوجيني هو علم دراسة العلاقات التطورية المختلفة بين مجموعات الكائنات الحية (مثل الأنواع أو التجمُّعات السكانية)، التي تُكتشف عبرَ التحاليل الجزيئيَّة ودراسة تشكيل الكائنات المختلفة. لعلم الوراثة العرقي أهمية كبيرة في مجال علم الأحياء، حيث أن العديد من مجالاته تعتمد عليه إلى حد كبير، بما في ذلك أسس التصنيف العلمي وتسمية المخلوقات الحية وتسجيلها والتعرف عليها وتمييزها عن بعضها البعض. كما يَتداخل علما الوراثة العرقي والتصنيف العلمي في ما يُسمَّى "علم أنظمة الوراثة العرقية"، وهو عبارة عن علم منهجي تفريعيٌّ يَستخدم الصفات المُشتركة بين الكائنات الممتدة من السلف المُشترك الأحدث لتكوين أشجار تتبع الوراثة العرقية من السلف إلى السليل (أو ما يُسمى جداول الفروع)، وتُعين حدود الأصناف والفروع. وبشكل عام فقد أصبحَ لعلم الوراثة العرقي دور جوهريٌّ وأساسيٌّ في النظاميات الحيوية لرسم وتخطيط شجر الحياة التطورية.

## بناء شجرة الوراثة العرقية
التطور هو عبارة عن عملية تفرُّع، حيث تتغيَّر الكائنات مع الوَقت ويُمكن أن تنتوعَ إلى فروع منفصلة عن بعضها البعض، وبعدها يُمكن أن تختلط هذه الفروع ببعضها عن طريق التهجين أو أن تنقطع نتيجة الانقراض. لكن سواءُ أنقرضت هذه الأفرع أم بقت أم اختلطت ببعضها، فإن هذا التصور كافٍ ليُشكل شجرة وراثة عرقية.
لكن المُشكلة التي يُواجهها علم الوراثة العرقي هيَ أن المعلومات الوراثية ليست مُتاحة إلا للأنواع الحية، وأما سجلات الأحافير فهي تحوي معلومات وراثية أقلَّ بكثير، بل وحتى تشكيلها مُبهم وغير واضح إلى حد بعيد. عُموماً، تُمثل شجرة الوراثة العرقية فرضية وتصوراً للتسلسل الذي جاءت به العمليات التطورية بين الكائنات الحية المختلفة.
علم التفريع هو الطريقة المُستَخدمة حالياً لبناء أشجار الوراثة العرقية، لكن على الرغم من ذلك فتُوجد إلى جانبه بعض الطُرق الشائعة الأخرى المستخدمة في هذا المجال. كان بناء هذه الأشجار عن طريق دراسة تشكيل الحيوانات وحده شائعاً في أواسط القرن العشرين، لكن الآن فقد عفى عليه الزمن.

## التاريخ
إنَّ مصطلح (علم تطور السلالات) مشتق من مصطلح ألماني قدمه العالم هيجل في عام 1866، وأصبح النهج الدارويني في التصنيف يعرف باسم علم تطور السلالات.

### نظرية إرنست هيجل في القانون الوراثي
انتشرت خلال أواخر القرن التاسع عشر نظرية إرنست هيجل (القانون الوراثي) على نطاق واسع. غالبًا ما تم التعبير عنها على أنها (ملخص تطور الكائنات) أي تطور كائن واحد خلال حياته من نشأته وحتى البلوغ، ويعكس ذلك مراحل البلوغ لدى الأسلاف المتعاقبين من نفس النوع الذي ينتمي إليه. لكن رُفضت هذه النظرية لوقت طويل. لا يمكن قراءة تاريخ التطور لنوع ما مباشرةً من تطور أجنّته كما كان يعتقد هيجل، لكن يمكن استخدام (وتم ذلك) مواصفات الأجنة كبيانات في عمليات تحليل علم الوراثة العرقي، كلما كان النوعان أكثر ارتباطًا اشتركا في التصنيف الفرعي بشكل أكبر.

### الجدول الزمني للأحداث الرئيسية
- القرن الرابع عشر: (مبدأ التقشف)، الفيلسوف الإنجليزي وليم الأوكامي، وهو فيلسوف لاهوتي، تعود الفكرة في الواقع إلى مفهوم أرسطو عن الأسلاف.
- عام 1763: احتمال بايز بواسطة القس توماس بايز،[10] مفهوم الأسلاف.
- في القرن الثامن عشر: بيير سيمون (ماركيز دي لابلاس)، ربما كان أول من استخدم الاحتمالية القصوى، مفهوم الأسلاف.
- عام 1809: النظرية التطورية، فلسفة علم الحيوان، بواسطة جان باتيست لامارك، مفهوم الأسلاف الذي تنبأ به فولتير وديكارت ووليبنيز في القرن السابع عشر والقرن الثامن عشر واقترح ليبنيز بعض التغييرات تطورية لمراعاة الثغرات المكتشفة حيث أقترح وجود أنواع قد انقرضت أو تحولت لأنواع أخرى، وأنَّ الأنواع المختلفة التي تشترك في بعض الصفات المشتركة قد كانت نوعًا واحدًا في وقت من الأوقات،[11] [12] كما تنبأ بذلك بعض الفلاسفة اليونانيين الأوائل مثل أناكسيماندر في القرن السادس قبل الميلاد ومناصرو فلسفة أنَّ الكون مؤلف من ذرات في القرن الخامس قبل الميلاد الذين قدموا النظريات البدائية عن التطور[13]
- 1837: تُظهر دفاتر ملاحظات داروين شجرة تطورية.[14]
- 1843: التمييز بين التنادد والتشابه الجزئي، ريتشارد أوين، مفهوم الأسلاف.
- 1858: نشر عالم الأحافير هاينريش جورج برون (1800-1862) شجرة افتراضية لتوضيح وصول علم الأحافير لأنواع جديدة متشابهة مع الأنواع القديمة المنقرضة. لم يقدم برون آلية مسؤولة عن مثل هذه الظواهر، مفهوم الأسلاف.[15]
- 1858: وضع النظرية التطورية من قبل العالمين داروين ووالاس،[16] وأيضًا في كتاب أصل الأنواع لداروين في العام التالي، مفهوم الاسلاف.
- 1866: نشر إرنست هيجل أول مرة شجرة النسل القائمة على أساس التطوّر.
- 1893: قانون دولو لإمكانية العودة عن حالة الشخصية،[17] مفهوم الاسلاف.
- 1912: أوصى رونالد فيشر باستخدام مفهوم الاحتمالية القصوى وقام بتحليله ونشره، مفهوم الأسلاف.
- 1921: استخدم تيليارد مصطلح (النشوء والتطور) وميز بين الأحرف القديمة والمتخصصة في نظام التصنيف الذي أسسه.
- 1940: صاغ لوسيان كويو مصطلح (فرع حيوي).
- 1949: تقنية جاكنايف لإعادة التمثيل، موريس كوينويل (تنبأ مالانوبيس بها في عام 46 وتوسع توكي بدراستها في عام 58)، مفهوم الأسلاف.
- 1950: نشر التشكيل الكلاسيكي بواسطة ويلي هنيج[18]
- 1953, "cladogenesis" coined[19]
- 1952: نشر طريقة تشعب المخطط الأرضي بواسطة وليام فاغنر[20]
- 1953: نشر مصطلح (الانقسام التطوري)[21]
- 1960: صاغ كين وهاريسون مصطلح (تصنيف تفرعي)
- 1963: أول محاولة لاستخدام مفهوم (الاحتمال الأقصى) في علم الوراثة والتطور، من قبل إدواردز وكافالي
- 1965
  - مفهوم كامين -سوكال للتقشف: أول معيار للتقشف (التحسين) وأول برنامج حاسوبي (لوغاريتم) لتحليل التصنيف الفرعي بواسطة كل من العالمين كامين وسوكال.[22]
  - طريقة توافق الشخصية (وتسمى أيضًا تحليل الزمرة) والتي قدمها كامين وسوكال وإدوارد ويلسون بشكل مستقل [23]
- 1966: صياغة مصطلحي (التصنيفات التفرعية) و (مخطط النسل).
- 1969
  - التفضيل المتتالي المرن لجيمس فاريس[24]
  - مبدأ فاغنر للتقشف، بواسطة كلوج وفاريس [25]
  - صياغة دليل التناسق، من قبل كلوج وفاريس [25]
  - مقدمة التوافق الزوجي لتحليل الزمر.[26]
- 1970: تعميم نموذج فاغنر للتقشف بواسطة فاريس [27]
- 1971
  - أول تطبيق ناجح لنموذج الاحتمال الأقصى في علم الوراثة (لتسلسل البروتين)، نايمان[28]
  - نموذج فيتش للتقشف، بواسطة فيتش [29]
  - التبادل القريب (NNI) أول إستراتيجية بحث في تغيير الفرع، تم تطويرها بشكل مستقل بواسطة روبينسون[30] ومور.
  - الحد الأدنى للتطور (ME)، بواسطة كيد وسغارميلا[31] (من غير الواضح ما إذا كانت تمثل طريقة المسافة المزدوجة)
- 1972: توافق آدمز، بواسطة آدمز[32]
- 1976: نظام مبدئي للتصنيف، بواسطة فاريس[33]
- 1977: نموذج دولو للتقشف بواسطة فاريس [34]
- 1979
  - توافق نيلسون العام، بواسطة نيلسون[35]
  - أقصى فرع شجري مُتّفِق (MAST)، أعظم فرع شجري مُتّفِق (GAS) طريقة التوافق، بواسطة جوردان
  - تقنية استغلال الموارد المتوفرة حاليًا وتطوير الأفكار بواسطة برادلي إيفرون، مفهوم الأسلاف[36]
- 1980: أول حزمة برمجية للتحليل التطوري (PHYLIP) بواسطة فيلسنشتاين
- 1981
  - توافق الأغلبية، بواسطة مارغوش وماكموريس[37]
  - التوافق الدقيق، بواسطة سوكال ورولف[38]
  - أول خوارزمية احتمال أعظمي فعالة حاسوبيًا، بواسطة فيلسنشتاين[39]
- 1982
  - نموذج (PHYSIS)، بواسطة ميكيفيتش وفاريس
  - التفرع والتقييد، بواسطة هندى وبيني[40]
- 1985
  - أول تحليل للتصنيف التفرعي لحقيقيات النواة مبني على أدلة ظاهرية وجينية مشتركة، بواسطة ديانا ليبسكومب[41]
  - الإصدار الأول من التنصيف التفرعي
  - أول تطبيق تطوري لتقنية استغلال الموارد المتوفرة حاليا، بواسطة فيلسنشتاين [42]
  - أول تطبيق تطوري عن فعل الغطس الخلفي، بواسطة سكوت ليون.[43]
- 1987: طريقة الانضمام إلى الجوار، بواسطة سايتو وَ ني [44]
- 1988: مؤشر الاضمحلال، بواسطة بريمر[45]
- 1989
  - مؤشر الاحتفاظ (RI)، مؤشر التناسق المتغير (RCI)، بواسطة فاريس[46]
  - نسبة زيادة المثلية (HER)، بواسطة آرشي [47]
- 1990: تقليم الشجرة وإعادة تطعيمها (SPR)، تشريح الشجرة وإعادة الاتصال (TBR)، بواسطة سوفورد وأولسين.[48]
- 1991
  - مؤشر حسم البيانات (DDI)، بواسطة غولوبوف[49]
  - أول تحليل للتصنيف التفرعي لحقيقيات النوى يعتمد على الأدلة الظاهرية فقط، بواسطة ليبسكومب.
- 1993: تطبيق نموذج مقارنة غولوبوف[50][51]
- 1994: انخفاض التوافق: RCC (توافق الانواع الفرعية المخفض) للأشجار ذات الجذور، بواسطة ويلكنسون[52]
- 1995: التوافق المخفض، توافق الاقسام المخفض (RPC) للأشجار التي لا تملك جذور، بواسطة ويلكنسون[53]
- 1996: تطوير الطرق العملية الأولى للاستنتاج النظرية الافتراضية (BI) بواسطة العلماء لي [54] وماو [55] ورانالا ويانغ[56] وجميع الطرق تستخدم سلسلة ماركوف - مونت كارلو (MCMC).
- 1998: تحليل شجري باستخدام تقنيات جديدة (TNT) بواسطة غولوبوف وفاريس ونيكسون.
- 2003: إعادة التشكيل المتماثل بواسطة غولوبوف.[57]

## طالع أيضاً

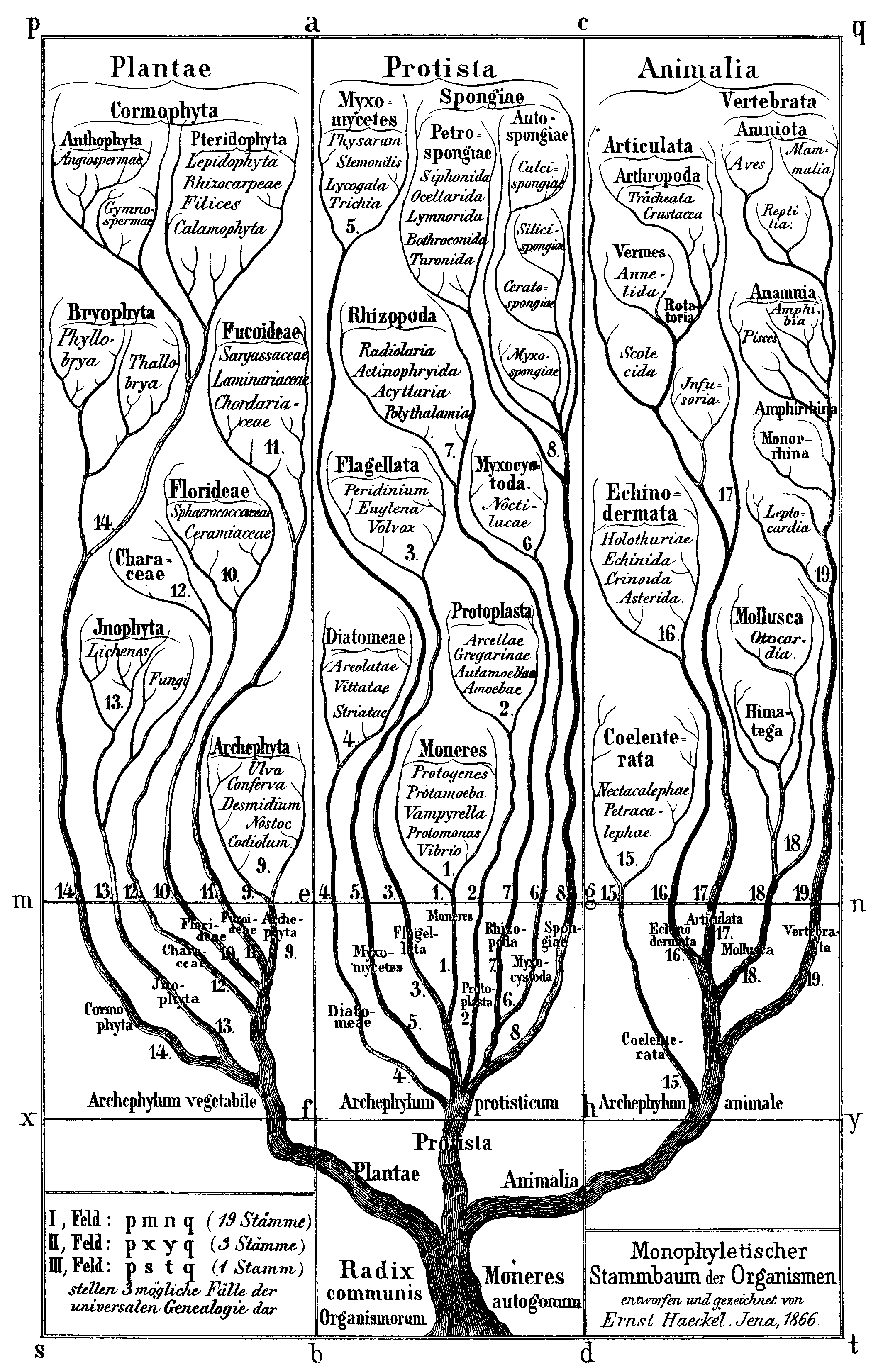
تصنيف "هاكل "من عام 1866 لشجرة الأحياء (تـجد الفقريات في أعلى اليمين من مملكة الحيوان).